# Різниця в оплаті праці чоловіків і жінок

Відношення середньої жіночої зарплати до середньої чоловічої. Кожен колір позначає 5 % від середнього чоловічого заробітку. Синій — 0.90, коричневий — 0.12. Звіт 2010 року.

Різниця в оплаті праці чоловіків і жінок, також гендерний розрив в оплаті праці або міжстатева різниця зарплат — явище, яке спостерігається при порівнянні оплати праці в розрізі статей.  
Жінки в середньому заробляють на 20 % менше, ніж чоловіки. Водночас, при порівнянні зарплат чоловіків та жінок з однаковим досвідом, умовами праці, обсягом повноважень і в межах одного підприємства, розрив в оплаті праці скорочується до 1-5%.  
Різниця в оплаті спостерігається як на особистому, так і на груповому рівні, має місце у більшості країн світу. Вона поступово скорочується внаслідок розвитку сфери послуг, освіти та охорони здоров’я, а також гендерних політик окремих держав та міжнародних заходів з подолання нерівності прав чоловіків і жінок. 
Різниця в оплаті є наслідком складної взаємодії історичних, суспільних та економічних чинників, головними з яких є наслідки материнства, а також нерівність та упередження на ринку праці. Це явище пов'язане з фемінізацією бідності, погіршенням жіночого здоров'я, відтворенням міжстатевих перекосів на ринку праці та стереотипів щодо статевих ролей. 

## Історія[6]
Лауреат Нобелівської премії з економіки 2023 року Клаудія Голдін у своєму дослідженні історії ринку праці спростувала судження про споконвічно низьку участь жінок у ринку праці. Вона дослідила дані 10 тисяч жінок з Філадельфії та виявила, що до Промислової революції жінки набагато більше працювали, ніж у XIX і XX сторіччях.
Згідно з її висновками, Промислова революція зробила «традиційні» навички та фізичні якості жінок менш затребуваними на ринку праці, тож найбільш суспільно корисним заняттям жінки стало ведення домашнього господарства. Іншим чинником була підвищена народжуваність після Другої світової війни, через яку більша частка жінок лишалися поза робочою силою.
Участь жінок у робочій силі почала зростати у середині 50-тих років XX ст. з розвитком сфери послуг, освіти та охорони здоров’я. Відтоді жінки поступово збільшують свій внесок у світовий ВВП.

## Вимірювання розриву в оплаті праці
Існують різні можливі шляхи вимірювання різниці в оплаті праці чоловіків та жінок. Є два найпоширеніших методи — це розрахунок середньої заробітної плати чи медіани. У рамках кожного з методів є два варіанти — проводити порівняння з використанням щомісячної чи погодинної платні. Міжнародна організація праці публікує результати аналізу 62 країн. Зростання реальної заробітної плати обчислюється з використанням валової місячної зарплати, а не щогодинної, оскільки ці дані є менш доступними. Тому коливання відображають і погодинну оплату праці, і середню кількість відпрацьованих годин.
Виділяють дві форми вимірювання розриву зарплат:
- Неуточнена різниця в оплаті праці — коли враховується середня заробітна плата чоловіків та жінок без урахування галузей, в яких вони зайняті. Неуточнена різниця показує, що жінки в середньому заробляють на 20 % менше[1].
- Уточнена різниця в оплаті праці є спробою виміряти заробітну плату жінок і чоловіків, зайнятих у приблизно однакових умовах. Уточнене вимірювання бере до уваги такі чинники, як зайнятість (повна чи неповна) та галузь. Врахування цих складників є доречним, оскільки жінки частіше зайняті неповний робочий день, у «виключно жіночих» галузях[8]. Уточнена різниця також іноді бере до уваги переважання жінок у професіях з нижчою оплатою праці та менший час, який жінки можуть присвячувати роботі (через неоплачувану роботу та потрійну зайнятість), і як наслідок — менший досвід роботи.[9] Так, у США неуточнена різниця в оплаті чоловіків і жінок становить 21 %, а уточнена — 5 %.[10][11][3]

За даними дослідницької компанії Korn Ferry, яка розглянула дані 33 розвинених країн світу, у 2016 році різниця в оплаті праці між чоловіками та жінками становила 17,6% на користь чоловіків. Утім, якщо порівняти чоловіків і жінок, які працюють на однаковому рівні посади, розрив скорочується до 6,5%; якщо порівнювати рівні посад в межах одного підприємства, розрив скорочується до 2,2%, а якщо врахувати однакові посадові обов'язки, розрив скорочується до 1,6%.

### Індекс гендерного розвитку
У щорічному Звіті Світового економічного форуму щодо гендерного розриву (Глобальний звіт про гендерний розрив) для підрахунку індексу враховуються 4 ключові аспекти: здоров'я, освіта, політика та економіка. Саме в економічному блоці один з ключових показників — різниця в оплаті праці.
У звіті 2018 року зазначено, що розриви в доходах є особливо стійким явищем. Вони не лише підкреслюють стійкі відмінності в оплаті праці (що, за даними Міжнародної Організації праці, становить 19 %), але також припускають, що економічна влада, як і раніше, типово знаходиться в руках чоловіків, які залишаються основним економічним орієнтиром домогосподарства, часто підтримують контроль фінансових активів, хоча жінки можуть мати непрямий вплив на споживчі витрати.

### У США
У Сполучених Штатах середньорічна зарплата жінок на 17% менша від чоловіків. Однак, якщо врахувати не лише стать, а інші відмінності, такі як число відпрацьованих годин, обрану професію, освіту, досвід, рівень небезпеки під час роботи — розрив знижується до рівня 1-5%.

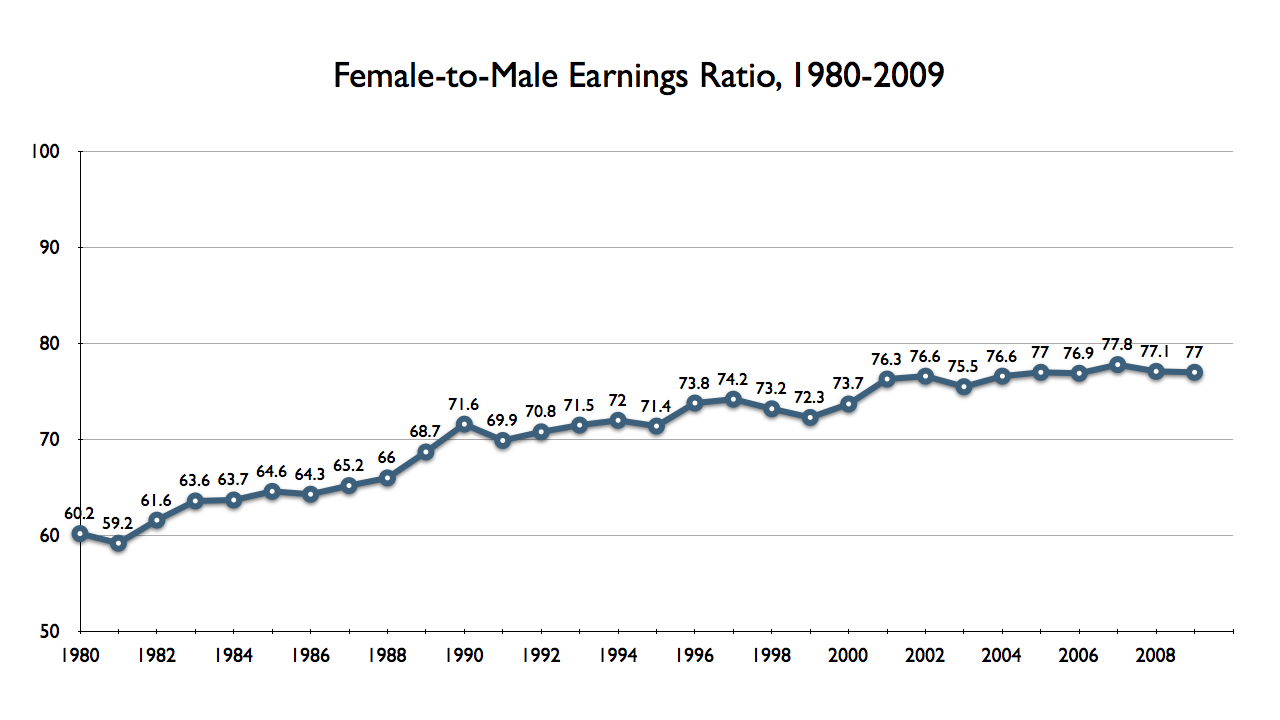
Гендерний розрив з 1980 по 2009.
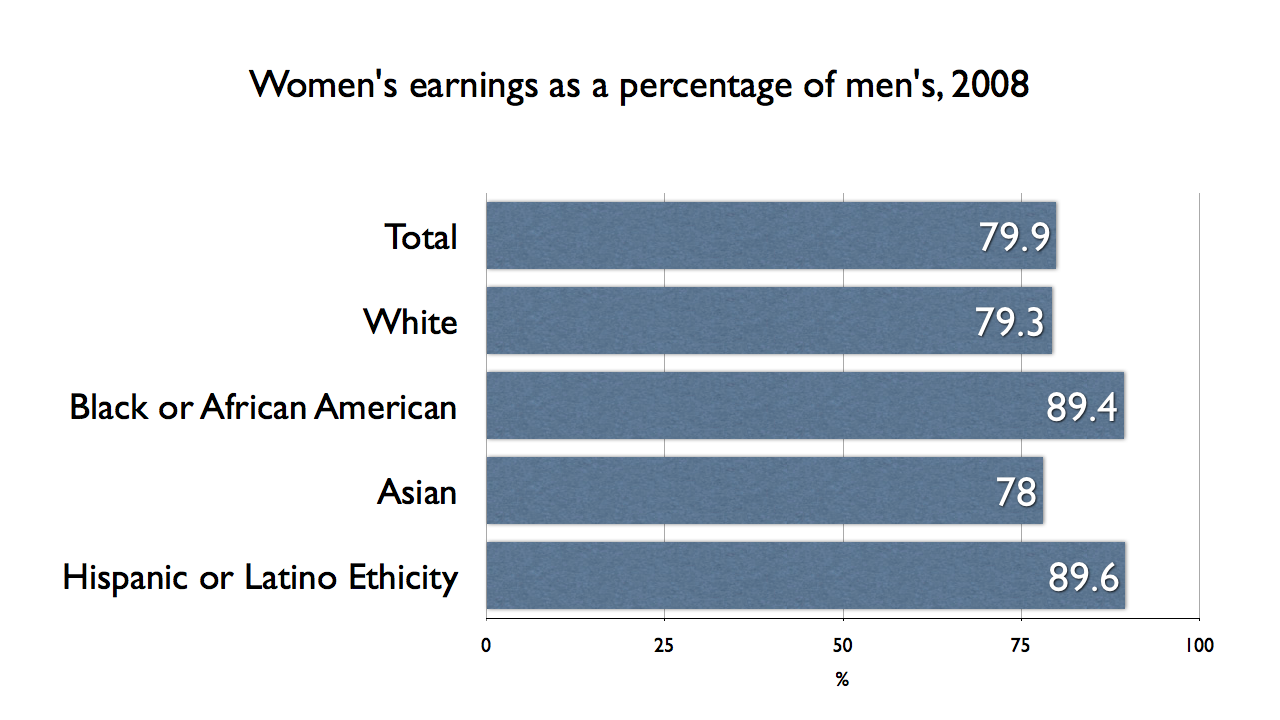
Жіноча зарплатня у % від чоловічої (США, 2008)
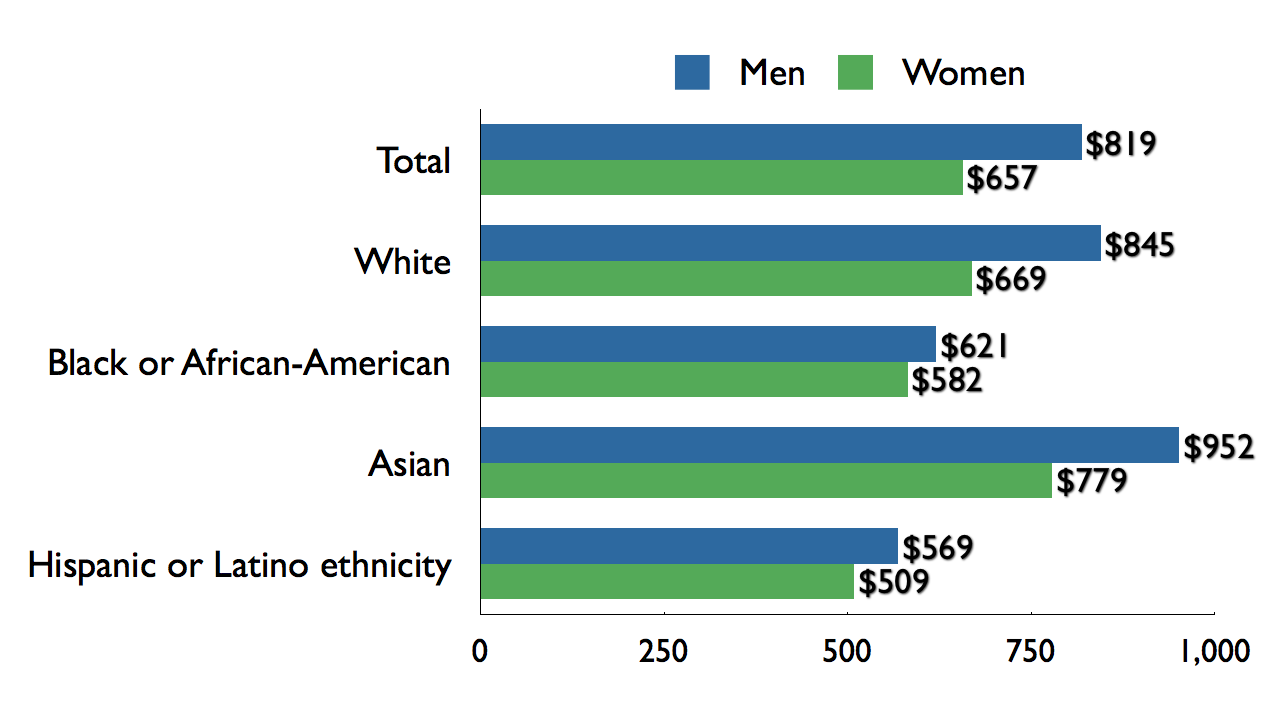
Гендерний розрив в оплаті праці за расою/етносом (США, 2009)

### В Україні
У 2018 році Урядова уповноважена з питань гендерної політики Катерина Левченко повідомляла про розрив на рівні 26 %. Таке різке поліпшення, імовірно, було пов'язане зі скасуванням списку близько 450 заборонених для жінок професій у 2017 році (законопроєкт № 6109): Після скасування заборони з'явилася перша жінка-водолаз. «Вона багато років мріяла про це, вона має для цього кваліфікацію — та їй було заборонено, тому що це — „шкідлива робота“», — Катерина Левченко. Водночас в інтернатах для людей похилого віку, дітей, в будинках малюка, у відділеннях дітей, які народилися з інвалідністю і від яких відмовилися, — працюють виключно жінки: «Складнішої роботи, ніж робота санітарки, няні, медичного працівника в соціальних закладах, лікарнях, госпісах, де знаходяться ті, хто помирають від раку або інших хвороб, — немає. Але там працюють лише жінки і зарплата там — одна з найнижчих. Просто у нас не прийнято про це розповідати».
Розрив в оплаті праці на квітень 2019 року все ще становив 26%. За словами голови Ліги захисту прав жінок «Гармонія рівних» Олександри Голуб: «Розрив в оплаті праці на сьогодні складає 26 %, але є окремі регіони, в яких розрив в оплаті праці між чоловіками та жінками досягає навіть 60% — це на сході України. Це є величезна проблема, але після підняття цієї проблеми розрив почав спадати, і ми бачимо позитивну тенденцію».

### У країнах ЄС

Гендерний розрив у погодинній оплаті (2014, Eurostat)

## Причини нерівної оплати праці
Розрив в оплаті праці, як і інші гендерні розриви, має давню історію, пов'язану з патріархатним устроєм суспільства та формами утиску (див. Потрійний утиск). Його спричиняє цілий комплекс причин, дослідженням яких лише в останні два століття докладно займається фемінізм, гендерні та жіночі студії, соціологія. Серед найбільш загальних факторів різниці зарплат:
- Різна соціалізація чоловіків та жінок[19] (чоловіча та жіноча гендерна соціалізація). Оскільки чоловіків та жінок виховують в різних умовах, з дитинства їх привчають виконувати окремі ролі, засновані на вигідних існуючій системі владної диспропорції рисах особистості (гендерні стереотипи), спонукають чи відваджують від певних професій (сексизм в освіті), то ймовірно, що вони шукатимуть різні види робіт. Але Кіммел наголошує, що це не є повним поясненням різниці зарплат[19].
- Дискримінація при прийомі на роботу. Жінкам у більшості країн системно важче влаштуватись на роботу, ніж чоловікам, через стереотип про «призначення материнства». Від жінок очікується повне забезпечення потреб дитини, тому, буцімто. Від цього феномену страждають навіть жінки, які не мають і не планують дітей, чиї діти дорослі чи їх доглядають чоловіки і роботодавцю про це відомо. До того ж більшість вакансій (особливо в Україні) прямо порушують трудове законодавство вказуванням статі бажаної особи. «Потрібна прибиральниця», «Потрібен керівник з продажів». На співбесідах до престижних вакансій жінкам досі ставлять питання про одруження, дітей, декрет, плани вагітніти, «хто займатиметься дитиною», з метою відмести їхні кандидатури.
- Гендерна сегрегація ринку праці: вертикальна (між престижними та низькооплачуваними роботами) та горизонтальна (між більш та менш оплачуваними посадами в межах одного фаху чи галузі). Відносини на ринку праці історично є гендерно сегрегованими. Сфери, де переважають жінки (такі як харчова промисловість, освіта, сфера обслуговування, нижчі щаблі медицини), мають нижчий статус та прибутковість, ніж окуповані чоловіками (наука, мистецтво, фінанси, технології). Прибиральниці, медсестри, виховательки в садках, вчительки в школах набагато частіше є жінками. Дослідження показують, що жінки роблять логічний вибір, враховуючи існуючі обмеження в суспільстві: через ієрархію на ринку праці в низькооплачуваних галузях для жінок кращі шанси на працевлаштування. Так, значне підвищення платні при входженні в сферу, де домінують чоловіки (і де платня є вищою), для жінок є малоімовірним: їхні зарплати лишаються подібними або нижчими в порівнянні з колежанками в професіях, де домінують жінки (Pitts 2002).Таким чином, жінки в професіях, де переважають жінки, фактично заробляють більше, адже продають свій час та навички дорожче, ніж можуть це зробити у чоловічих сферах[20].
- Узаконена дискримінація при працевлаштуванні. До 2017 року в Україні діяв Наказ Міністерства охорони здоров'я № 256 від 1993 року, що містив список «небезпечних для здоров'я» робіт, на посади за котрими не допускалися жінки. Це посилювало горизонтальну сегрегацію, адже перелічені посади були, в середньому, найбільш високооплачуваними у малоприбуткових галузях. Через заборону жінки, навіть працюючи на цих посадах відповідно до кваліфікації, навичок та покликання, не могли отримувати належну оплату. Так, снайперка на війні отримує менше за снайпера: «…за документами може значитися як кухарка і хтось там іще». Українки працюють в шахтах, але в трудових книжках їм це вказують рідко, позбавляючи належних шахтарям пільг і надбавок. Більше 90 % армій країн НАТО не мають обмежень для жінок — всі військові посади і професії в арміях відкриті для жінок. В Україні такі обмеження усунуто лише в вересні 2017 року[17].
- Неконтрольована недоплата на рівній посаді. Гендерні стереотипи серед керівництва та працедавців повсюдно підштовхують платити однаково (а іноді навіть більш) кваліфікованим жінкам менше за чоловіків на тій же посаді за аналогічною ставкою, через сексистські упередження та міфи на кшталт того, ніби «жінки дурніші за чоловіків», «жінки нераціональні, емоційні», «жінки не можуть виконувати роботу, бо думають про дітей та чоловіка» тощо. Таким порушенням сприяє непрозорість у виплаті зарплат, неофіційні виплати.

## Наслідки нерівної оплати праці

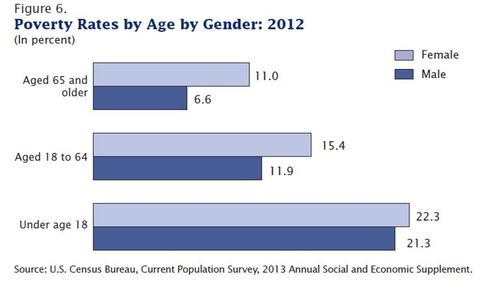
Фемінізація бідності (2012)

Різниця в оплаті праці, коли жінки отримують менше, негативно позначається в різних процесах та рівнях життя:
- «Жіноча часова бідність», яку досліджує Валері Брайсон[21]: жінка намагається заробляти гідну плату нарівні з чоловіком, водночас виконуючи інші ролі, яких від неї очікує суспільство (материнство, виховання дітей, домогосподарство, догляд за хворими, емоційне обслуговування), нехтуючи часом на відпочинок, саморозвиток задля виконання неоплачуваної роботи. Побічним маркером жіночої часової бідності може слугувати нестача часу на хобі, наприклад, гендерний розрив у Вікіпедії (90 % редакторів якої — чоловіки), котрий є дуже сталим і важко піддається коригуванню.
- Фемінізація бідності (процес збільшення частки жінок серед людей, що живуть біля або за межею бідності (прожитковим мінімумом))[22].
- Нижчі пенсії у жінок, ніж у чоловіків, оскільки нарахування пенсії залежить від заробітної плати у працездатному віці. Європейська комісія зазначає, що внаслідок гендерного розриву в оплаті праці 22 % жінок у похилому віці ризикують потрапити за межу бідності, на противагу 16 % чоловіків[23].
- Зниження рівня здоров'я жінок. Через вимушеність жити на менший дохід, часову бідність та соціальні очікування обслуговування інших членів суспільства (утримання малолітніх дітей, догляд за неповносправними та літніми людьми), а також соціальну мізогінію та стереотипи про неважливість жіночих потреб і самопочуття поряд з чоловічими та дитячими (в тому числі у медицині. Див. Репродуктивне насильство) жінки більше хворіють, рідше лікуються, мають гірший доступ до охорони здоров'я та в цілому недостатньо відновлюються. Ситуація ускладнюється всіма формами гендерного насильства проти жінок (сексуального, сімейного, психологічного, торгівлі жінками тощо).
- Відтворення гендерних стереотипів — жінка-мати, берегиня, прикраса, обслуга, сексуальний об'єкт, а чоловік-годувальник, клієнт, покупець. Стереотипи закріплюються в нових поколіннях дівчат під час соціалізації та стримують гідне працевлаштування майбутніх жінок.

## Засоби для подолання гендерної нерівності в оплаті праці

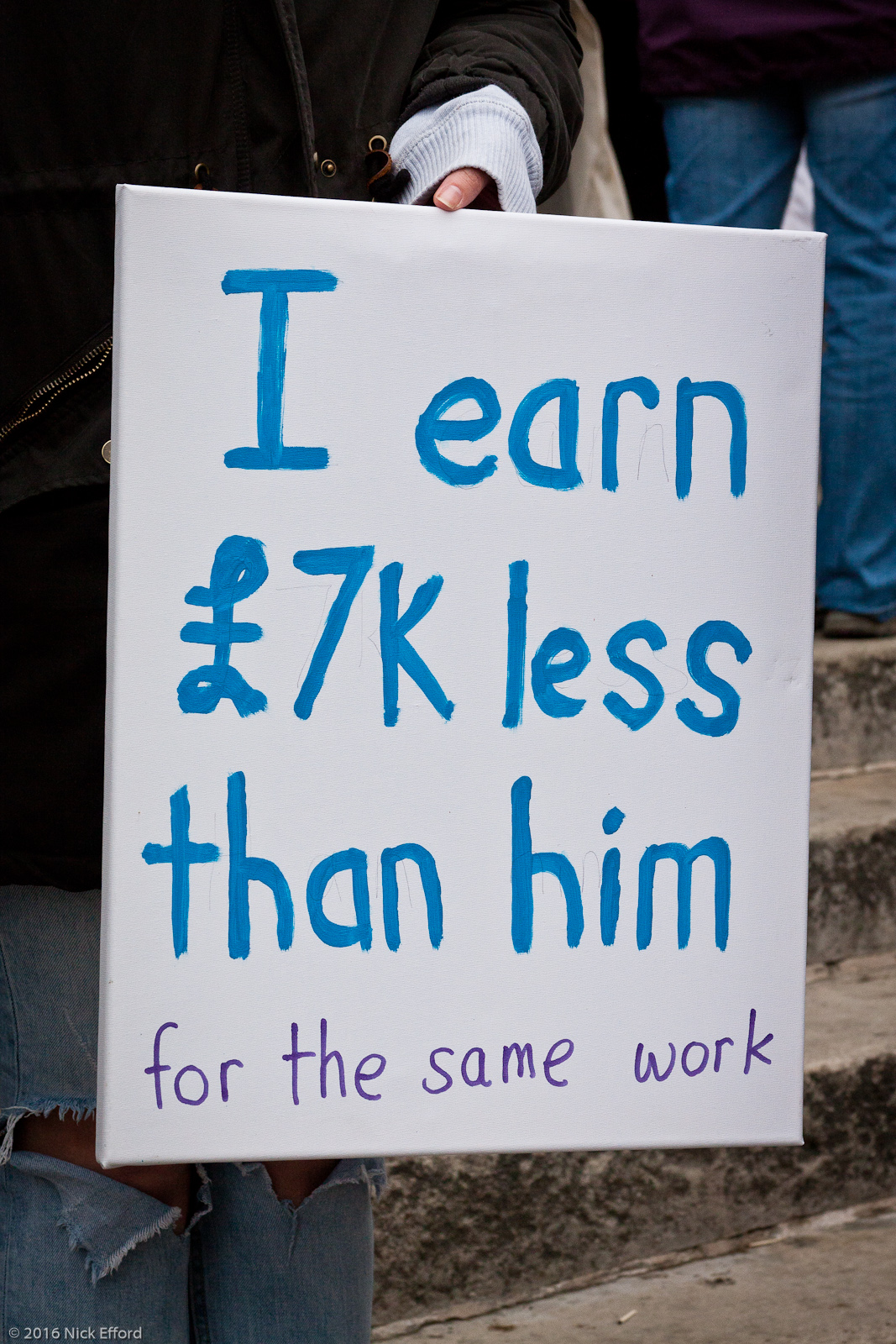
Протестувальниця з плакатом: Я заробляю на 7000 фунтів менше за нього за ту саму роботу

Майкл Кіммел виділяє наступні напрямки змін, які можуть допомогти зробити місце роботи — місцем з більш рівними можливостями, та надасть змогу отримувати рівну плату (в основному вони стосуються гендерної політики):
- Зміни в законодавстві, врегулювання гендерної складової оплати праці. Рівна оплата за рівну працю
- Періодичний перегляд професій з застосуванням критеріїв складності та майстерності — і програм щодо порівняння значимості.
- Політика держави у розробці стратегій при наймі на роботу, просуванні, контроль за оплатою праці.
- Ліквідація «доріжки для матусь» (ситуація, коли жінкам потрібно відмовлятися від частини робочих повноважень, кар'єрного розвитку заради потреб сім'ї — народження та виховання дітей).

Також до засобів подолання гендерної нерівності в оплаті праці відносяться:
- Заохочення чоловіків та жінок входити в ті сфери зайнятості, де вони мало репрезентовані. Тут може посприяти впровадження гендерних квот.
- Боротьба з гендерними стереотипами.
- Ліквідація «скляної стелі» та «скляного підвалу».
- Соціальна політика, яка, наприклад, підіймала б питання батьківської відпустки по догляду за дитиною.
- Розробка прозорої системи нарахування заробітної плати та її виплати (закони про прозорість).